# بلظامينا

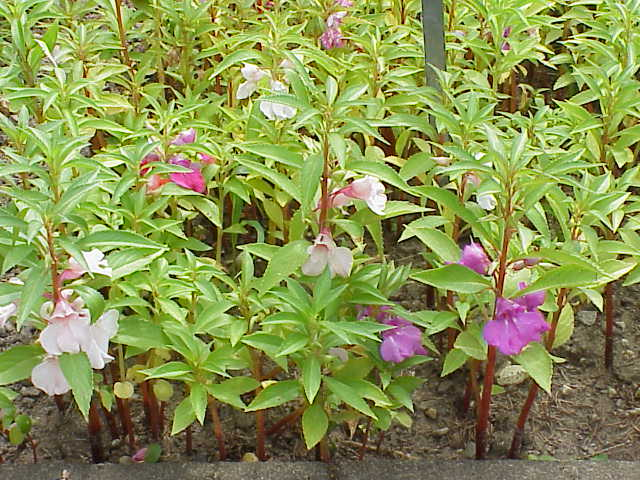

البَها أو العُصَيفيرة أو المِجزاعة أو البلظامينا أو البلسم أو النعناع الرومي أو ينكي دنيا (الاسم العلمي: Impatiens  balsamina)، هو نبات ينتمي إلى (فصيلة: Balsaminaceae).